# Edward Klabiński
Edward Klabiński (tudi Édouard Klabinski), poljski kolesar, * 7. avgust 1920, Herne, Severno Porenje - Vestfalija, Weimarska republika, † 4. marec 1997, Halluin, Francija.
Klabiński je bil cestni kolesar, ki je tekmoval na mednarodnih dirkah med letoma 1945 in 1958. Kot prvi poljski kolesar je nastopil na Dirki po Franciji, leta 1947 na prvi povojni izvedi in jo končal na 47. mestu v skupnem seštevku. Še uspešnejši je bil leta 1948, ko je dosegel osemnajsto mesto v skupnem seštevku, ob tem pa še drugi mesti na etapah št. 17 in 20a. Leta 1945 je dosegel prvi večji uspeh z zmago na dirki Grand Prix du Nord. Leta 1947 je zmagal na prvi izvedbi dirke Critérium du Dauphiné Libéré ter tudi na dirkah Critérium de Charleroi in Prix Petitjean, dosegel drugo mesto na dirki Hautmont in tretje na dirki Pariz-Valenciennes. Leta 1948 je zmagal na dirki Grand Prix de Saint-Quentin ter osvojil tretje mesto na dirkah Quaregnon, Vilvoorde, Grand Prix de Fourmies in Tourcoing-Dunkerque-Tourcoing. Trikrat zapored je zmagal na dirki Lille-Calais-Lille, med letoma 1948 in 1950. Leta 1950 je zmagal na dirki Grand Prix de Fourmies, leta 1955 na dirkah Tourcoing-Bethune-Tourcoing in Grand Prix d'Orchies, leta 1956 na dirki Grand Prix Olga Choppart, leta 1957 na dirkah Le Cateau-Cambrésis-Arras, Pariz-Arras, Pariz-Douai in Circuit franco-belge, leta 1958 pa na dirki Roubaix-Cassel-Roubaix, kar je njegov zadnji uspeh v karieri. Tudi njegovi bratje Władysław, Bronisław in Feliks so bili kolesarji.